# Перегонный куб

Устройство простейшего перегонного аппарата

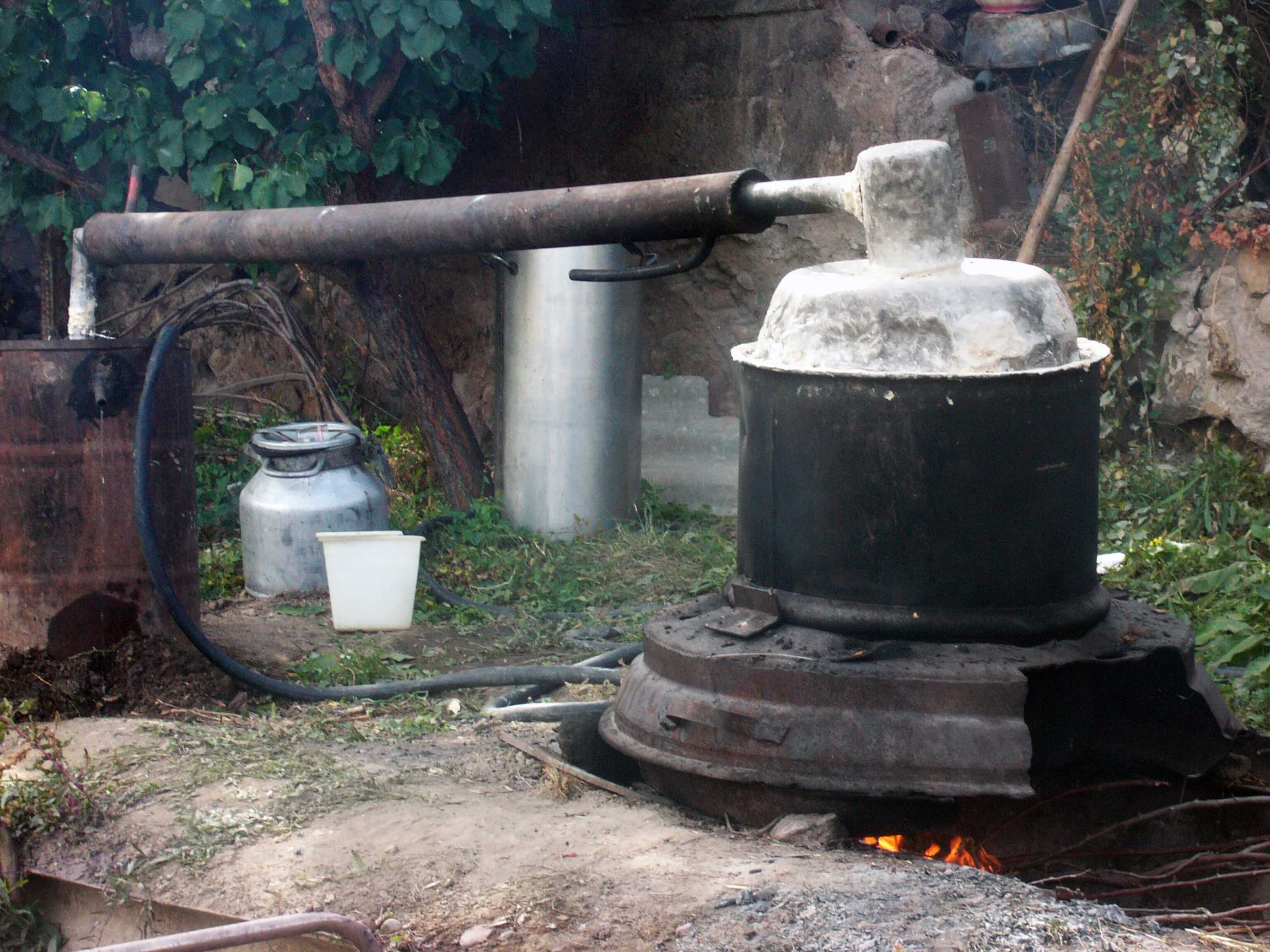
Самогонный аппарат. Армения, 2005 год

Перегонный аппарат — прибор, служащий для перегонки жидкостей. Устройство перегонных кубов довольно разнообразно. Обыкновенно они представляют собой цилиндрический, сравнительно с диаметром невысокий котёл с выпуклым, плоским или вогнутым дном и куполообразной крышкой, снабжённой шлемом, переходящим в пароотводную трубу. У самого дна делается кран для выпуска остатка от перегонки. Куб (название это произошло посредством искажённой интерпретации широко используемого алхимиками латинского слова "cupa" (емкость, бочка), побуквенно прочитанного в России как "куп") нагревается или непосредственно огнём, для чего он вмазывается в кирпичную кладку с топкой внизу, или паром —  закрытым (то есть циркулирующим внутри змеевика, помещаемого в перегонный куб) или прямым. В последнем случае пар впускается с помощью трубки в перегоняемую жидкость непосредственно. Иногда для нагревания паром делают куб с двойными стенками, между которыми и пускают пар — это так называемый куб с паровой рубашкой. 
Автором перегонного куба иногда называют Клеопатру Алхимика, а иногда Ар-Рази.